# Lepidium auriculatum
Lepidium auriculatum är en korsblommig växtart som beskrevs av Eduard August von Regel och Friedrich August Körnicke. Lepidium auriculatum ingår i släktet krassingar, och familjen korsblommiga växter. Inga underarter finns listade i Catalogue of Life.